# Studebaker US6
Studebaker US6 a fost un camion militar produs de Studebaker din 1941 până în 1946. Au fost produse și vândute peste 300.000 de unități, dar cele mai multe dintre ele au plecat în Uniunea Sovietică. În Uniunea Sovietică, după oprirea producției sale, a fost înlocuit de GAZ-51. În primele câteva luni ale războiului au fost produse și vândute în jur de 15.000 de unități.

## Istoric
Studebaker împreună cu REO Motor Company și General Motors produceau camioane militare pentru al doilea război mondial, Studebaker a făcut echipă cu REO Motor Company și a început să producă noul Studebaker US6, care nu era foarte popular în Statele Unite, astfel că majoritatea au intrat în Uniunea Sovietică în cadrul programului Lend-Lease. În primul rând au fost produse aproximativ 300 de unități, dar producția și vânzările au crescut rapid. Vehiculul sa dovedit a fi foarte popular, puternic și eficient în Uniunea Sovietică, iar Iosif Stalin a trimis o scrisoare lui Studebaker pentru a le mulțumi.
În 1945, când războiul s-a încheiat oficial, în jur de 156.000 dintre aceste camioane se aflau în Uniunea Sovietică și majoritatea sunt încă pe drumuri începând de astăzi (2021). GAZ a început să-și aranjeze viitorul camion după ce camionul Studebaker US6 și noul camion numit GAZ-51 a fost lansat ca înlocuitor pentru Studebaker US6. În 1946, producția Studebaker US6 a continuat atât pe piețele militare, cât și pe cele civile, dar în acel an au fost produse și vândute doar 9.000 de unități, iar camionul a fost întrerupt în acel an, fără înlocuire în Statele Unite.